# Кампаньоли, Эди
Эди Кампаньоли (итал. Edy Campagnoli; 12 июня 1934 — 6 февраля 1995) — итальянская актриса

, фотомодель, телеведущая.

## Биография
Кампаньоли родилась в Милане, где начала свою карьеру в качестве модели после Второй мировой войны. В 1954 году сыграла Венеру в опере «Весталка» в театре «Ла-Скала» (с Марией Каллас; постановка Лукино Висконти).
Кампаньоли дебютировала на телевидении в программе «Vetrine», в 1955 году была выбрана ассистентом Майка Бонджорно в популярном викторине-шоу «Lascia o raddoppia?». Несмотря на споры вокруг её роли, за которую её прозвали «la valletta muta» (то есть, «немой камердинер»), Кампаньоли добилась большой популярности, так как её называли «самой знаменитой женщиной в Италии».
После отказа от викторины в 1959 году Кампаньоли появилась в ряде других телевизионных программ, затем она покинула шоу-бизнес в середине 1960-х годов, чтобы продолжить карьеру модной бизнесвумен. В 1950—60-е годы снялась в нескольких кинофильмах, в том числе — в альманахе «Комплексы».
Умерла в 60 лет от последствий инсульта. Некоторое время была замужем за итальянским футбольным вратарём Лоренцо Буффоном, хотя позже они развелись. Ранее она также встречалась с соперником Буффона по карьере — вратарём Джорджо Гецци.